# Marijas iela

La rue de Marie (en letton : Marijas iela) est une rue à Rīga en Lettonie,.

## Présentation
La rue est l'une des voies de transport les plus importantes de la ville. Elle s'étend dans une direction nord-est depuis l'intersection des rues 13. janvāra iela, Gogoļa iela et Raiņa bulvāris jusqu'à l'intersection avec les rues Blaumaņa iela et Avotu iela, où elle est prolongée par la rue Aleksandra Čaka iela.
Le début de la rue Marijas iela traverse le district central et le tronçon après l'intersection avec la rue Dzirnavu iela sert de frontière entre le quartier Centrs et la Banlieue de Latgale.
La rue comporte au moins deux voies dans chaque direction. Les transports publics de différents itinéraires longent la rue dans les deux sens.
Sa longueur totale est de 654 mètres,.

## Bâtiments
- Marijas iela 2 (1911, architecte Pauls Mandelštams (lv))[5].

- Marijas iela 3 (1880, architecte J. F. Baumanis)[6].

- Marijas iela 5 (1895, architecte K.I. Felsko)[7].

- Marijas iela 6 (construite en 1904)[8].

- Marijas iela 13, ainsi que les bâtiments adjacents sur la rue. Dzirnavu, 84 ans et Elizabetes, 85a, forment le complexe commercial « Berga bazārs » (1888-1893)[9].

- Marijas iela 16 (1914, architecte A. Vanags)[10].

- Marijas iela 18 (1908, architecte J. Alksnis)[11].

- Marijas iela 21 (1910, architectes Edgar Friesendorf et Otto Lantzky)[12].

- Marijas iela 23 (1886, architecte J. F. Baumanis)[13].

## Galerie

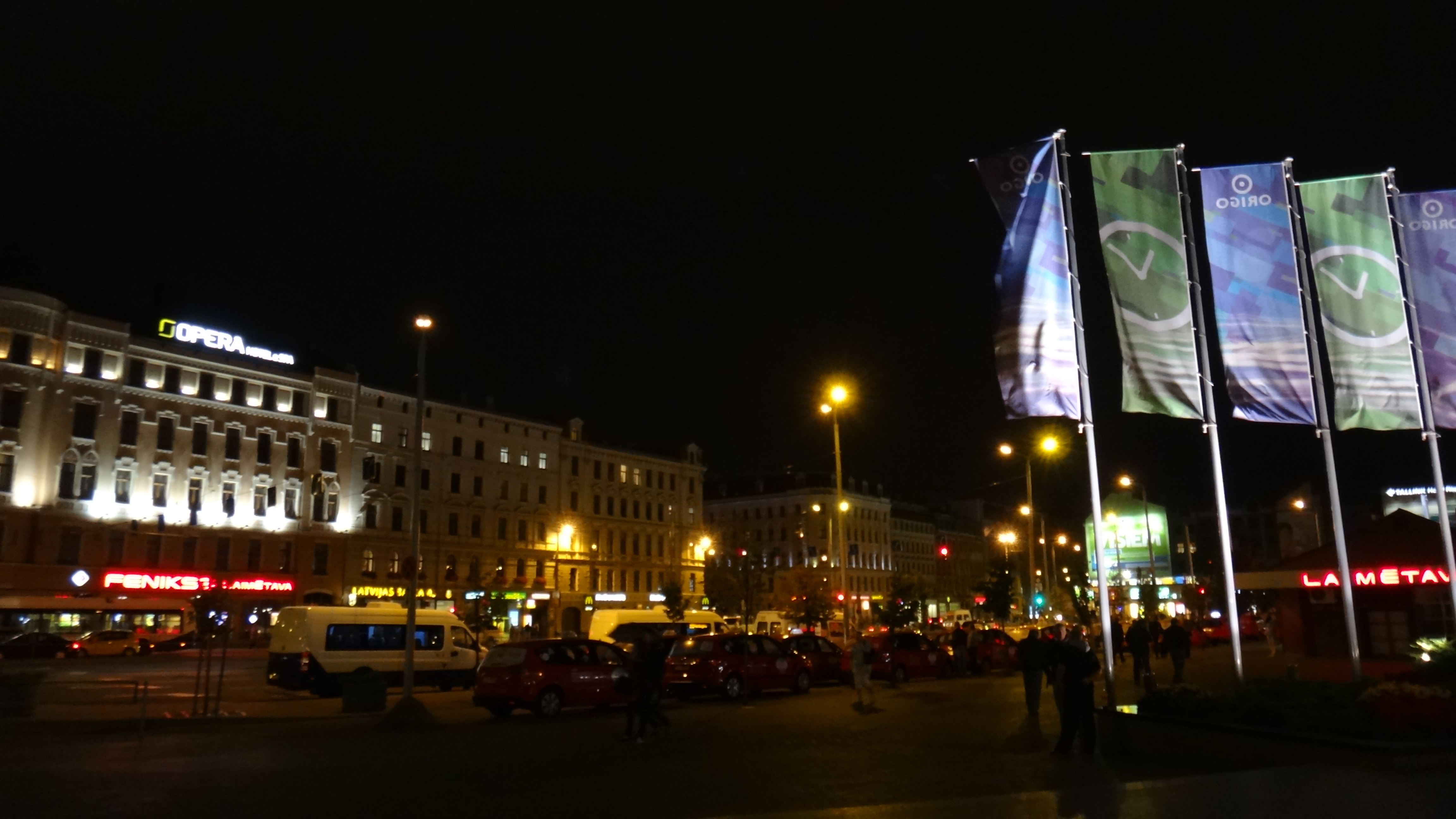
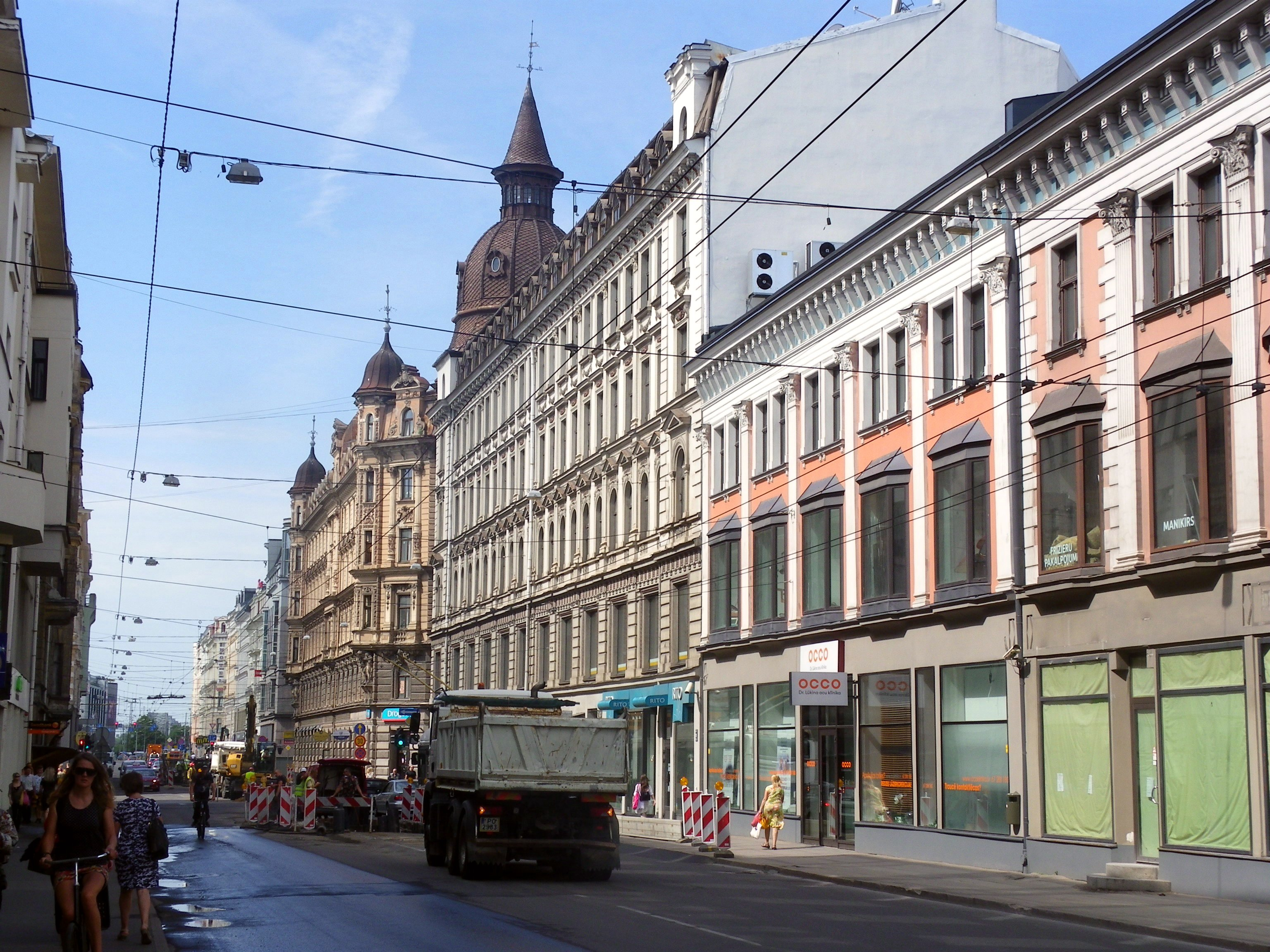
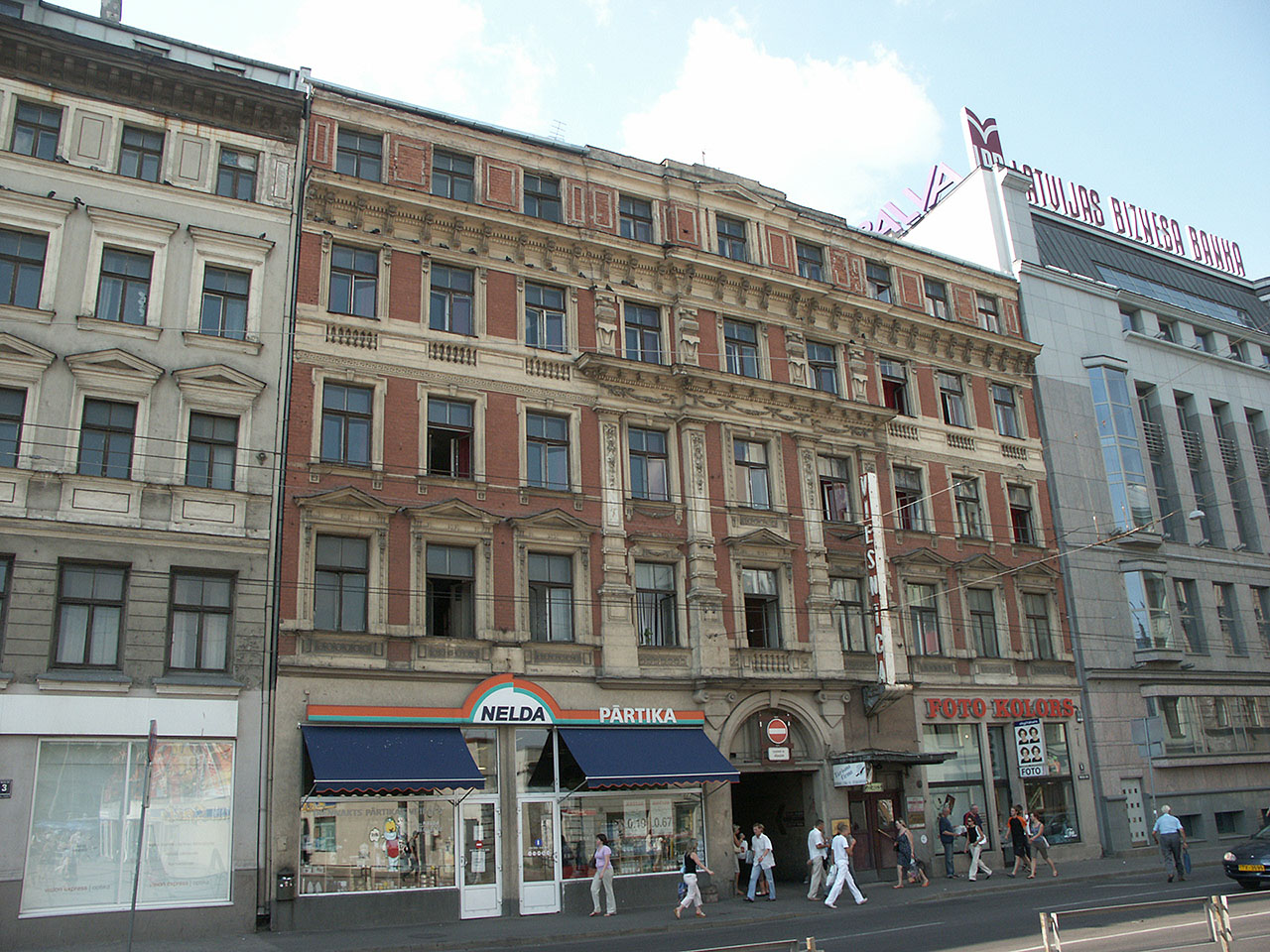

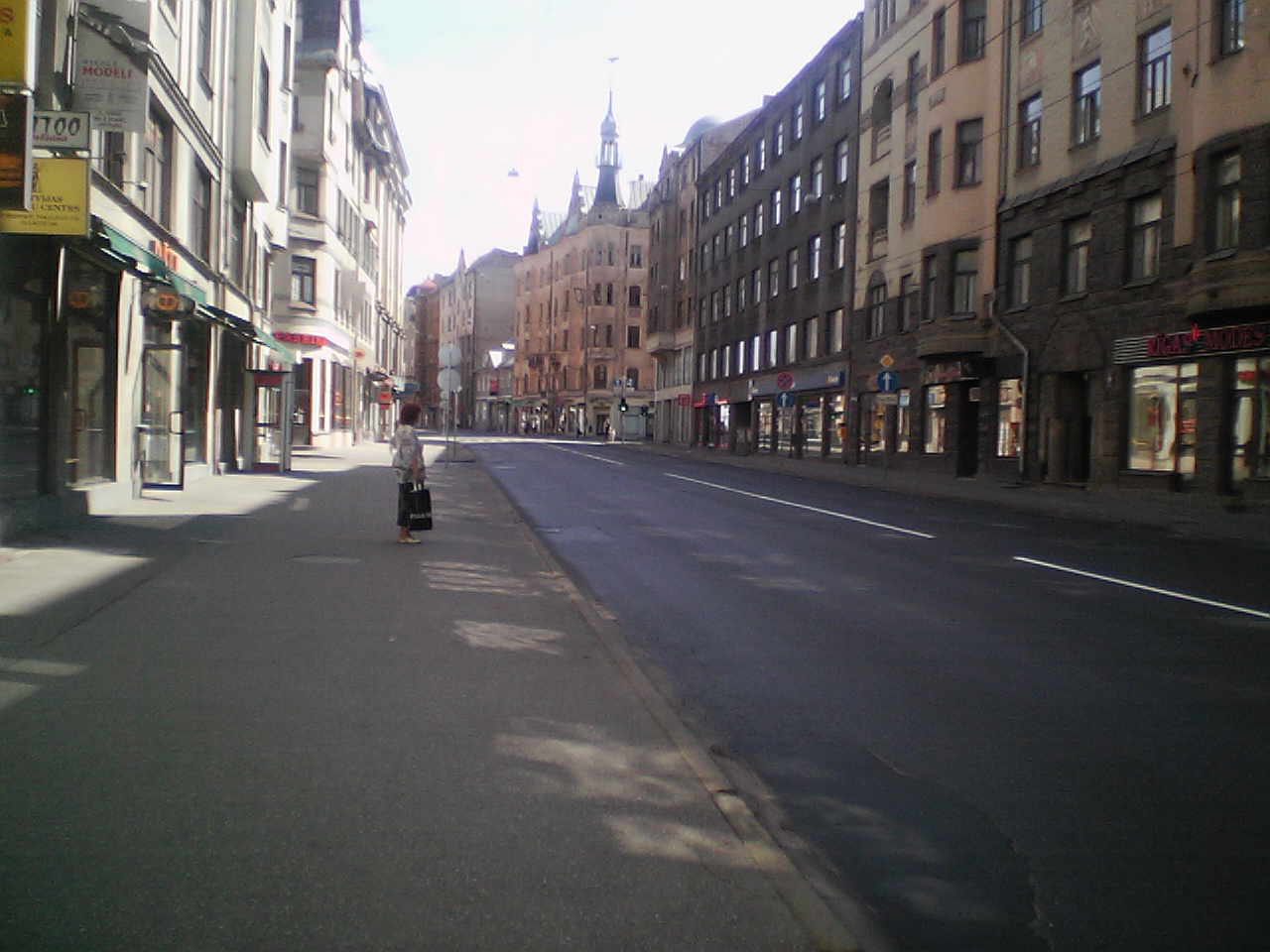
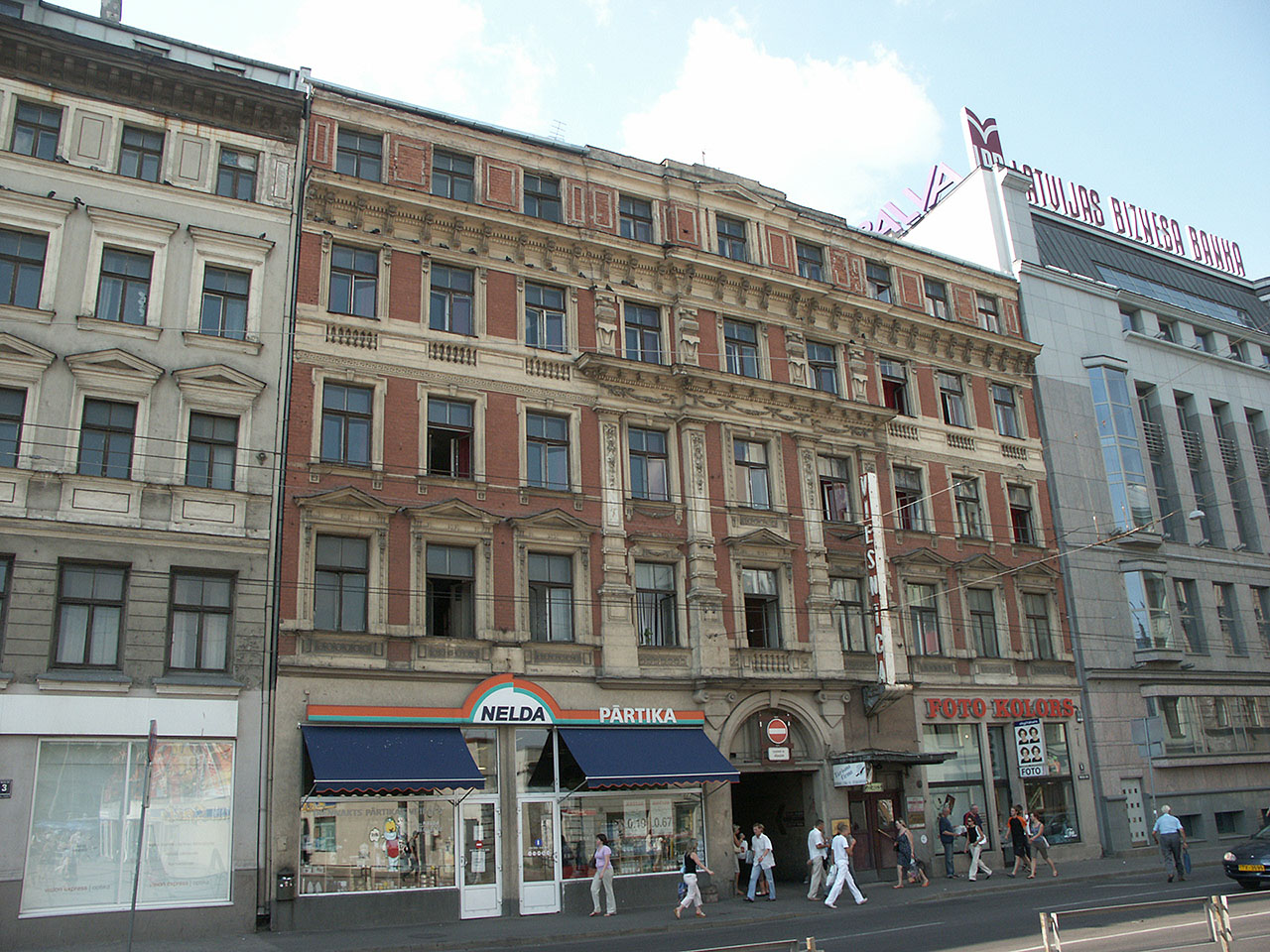
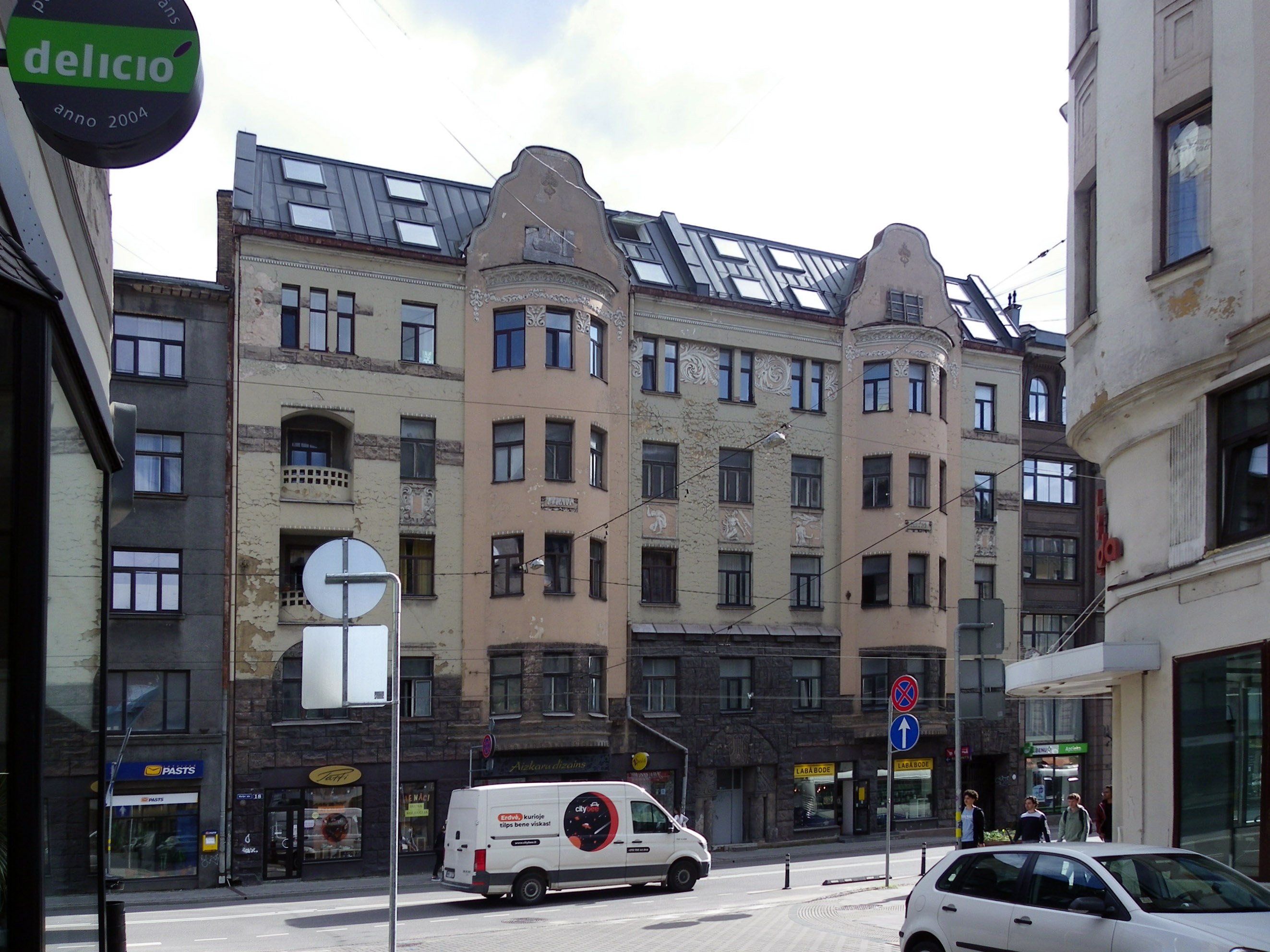
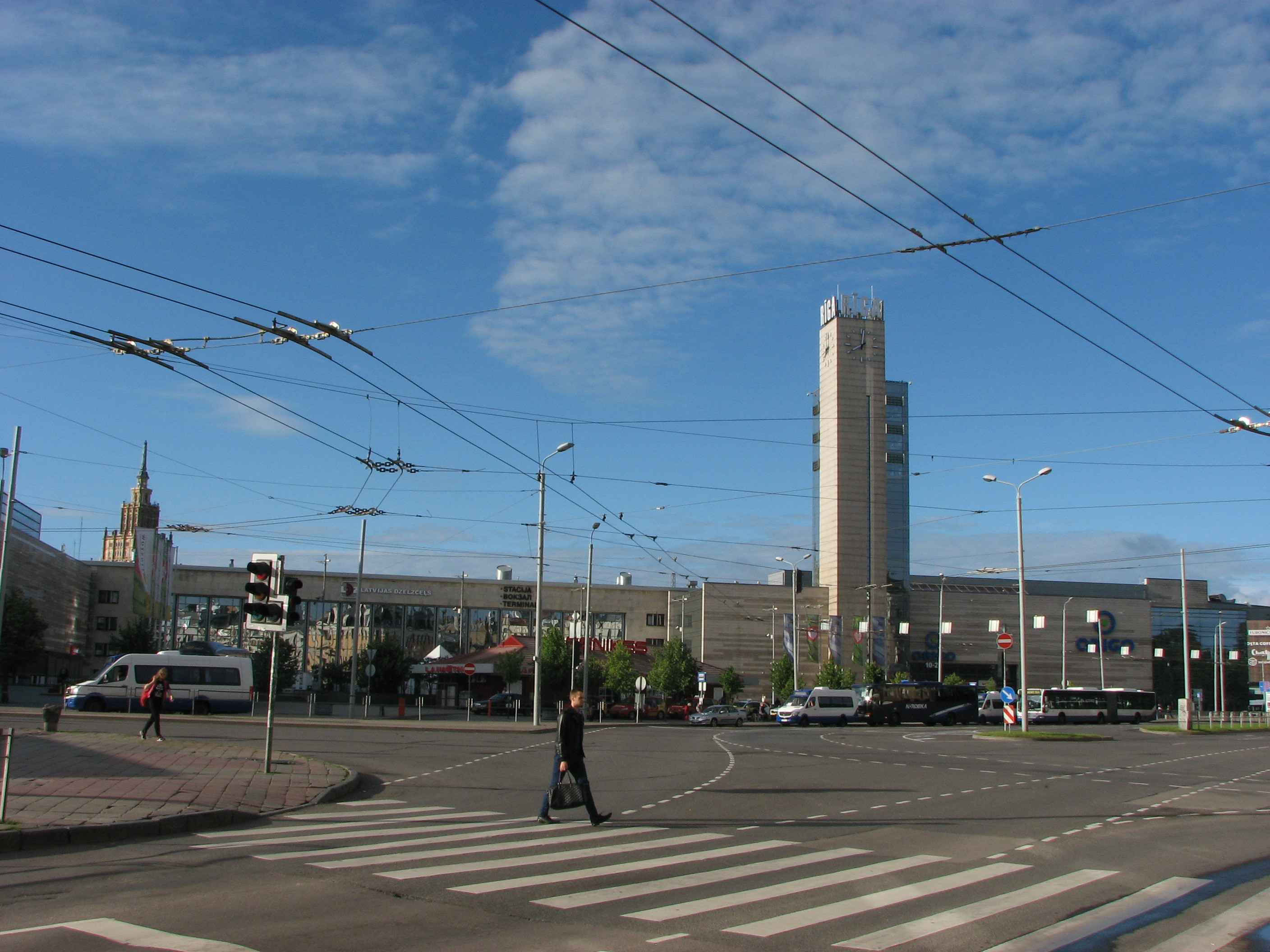